# IC 5322
 IC 5322 ist eine  linsenförmige Galaxie vom Hubble-Typ S0 im Sternbild Tukan am Südsternhimmel. Sie ist schätzungsweise 185 Millionen Lichtjahre von der Milchstraße entfernt.
Das Objekt wurde am 12. Oktober 1903 vom US-amerikanischen Astronomen Royal Harwood Frost entdeckt.